# Péptido opioide
Los péptidos opioides: endorfinas, encefalinas y dinorfinas son neurotransmisores  producidos en el sistema nervioso central como moduladores del dolor, la temperatura corporal, el hambre y las funciones reproductivas. 
Su nombre deriva del hecho de que producen los mismos efectos que los analgésicos opiáceos derivados del opio. 
A mediados de la década de 1970, se demostró la presencia de receptores opiáceos en el intestino del cobayo y en los órganos reproductores del ratón. 
Posteriormente se encontró que estimulando estos receptores distribuidos también en la médula espinal producían analgesia, lo que llevó a suponer la existencia en el cerebro de una sustancia endógena «similar a la morfina». 
En experimentos con cerebros de cerdos, encontraron una sustancia que también estimulaba el intestino del cobayo y producía efectos similares a los de la morfina; se trataba de oligopéptidos que diferían sólo en el aminoácido C-terminal que, por encontrarse en el cerebro, fueron denominados encefalinas: metionina-encefalina y leucina-encefalina.

Correlación estructural entre la Met-encefalina y la morfina

## Endorfinas
Las endorfinas son polipéptidos largos que activan núcleos neuronales en el cerebro (hipotálamo, amígdala, tálamo y locus coeruleus). Se secretan de un único precursor que es la pro-opiomelanocortina (POMC); este pasa por varios cortes peptídicos para formar finalmente las α, β, y γ-endorfinas son los activadores de las neuronas

## Encefalinas
Son pequeños polipéptidos cuya acción es principalmente en el globus pallidus, tálamo, núcleo caudado, sustancia gris periacueductal y sustancia gris.
Su precursor, la proencefalina, es formada en el cuerpo de la neurona. Para obtener su forma activa se corta por enzima específicas a Met-encefalina y Leu-encefalina.
También podemos ubicarlas en la médula espinal como moduladoras del dolor. Inhiben las acciones de los neurotransmisores del dolor a nivel medular (Glutamato y sustancia P), además de aumentar el umbral de descarga de las neuronas que transportan el estímulo doloroso, reduciendo así las descargas de impulsos dolorosos y la percepción del dolor a nivel de la circunvolución poscentral.  Las encefalinas, luego de ser secretadas, se degradan rápidamente en péptidos inactivos y aminoácidos.

## Dinorfinas
Se sintetizan a partir de una proteína precursora, la prodinorfina. Las células del sistema inmune también son capaces de sintetizar estos péptidos.

## Síntesis y gen implicado
Las endorfinas se sintetizan a partir del gen de la proopiomelanocortina; este es un precursor hormonal que al ser hidrolizado en varios segmentos sus productos dan a lugar hasta 8 hormonas distintas: 
- ACTH (corticotrofina)
- β-lipotropina
- γ-lipotropina
- g-MSH (hormona melanocito estimulante)
- α-MSH
- CLIP (péptido intermediario similar a la corticotropina)
- β-endorfina
- y, potencialmente, la b-MSH y las encefalinas.

Es importante aclarar que no todos los productos (las 8 hormonas) se forman en todas las neuronas que contengan el gen POMC, esto depende del contenido de proteasas específicas quienes cortan en específicos puntos de la pro-hormona, reguladas a su vez por controles metabólicos específicos a los cuales responde distinto según el tipo celular, a su vez estos mismos controles metabólicos también regulan la expresión de estos genes. 
Así, mientras que la proopiomelanocortina se expresa tanto en la célula corticotropa de la hipófisis anterior como en la célula de la pars intermedia, los estímulos y productos son diferentes. 
Esto sin embargo es distinto en la médula adrenal donde también se forman encefalinas, la diferencia radica en que el gen puede codificar múltiples copias de la hormona.
Así, un precursor de encefalina en la médula adrenal codifica varias moléculas de Met-encefalina (M) y una molécula de Leu-encefalina (L), que pasan por un proceso de maduración para la liberación de moléculas de encefalina a partir de la proteína precursora.
Las neuronas de las cuales se expresa en gen de la POMC son una subpoblación del núcleo arqueado (también denominado infundíbulo) del hipotálamo, llamadas "células proopiomelanocortinas" cuyos productos son modificados en distintas neuronas para obtener así el péptido deseado para una función específica.

### Péptidos opioides producidos por el cuerpo
El genoma humano contiene varios genes homólogos que codifican para péptidos opioides endógenos.
- La secuencia de nucleótido del gene humano para la proopiomelanocortina (POMC) fue caracterizado en 1980.[1]

El gen de la POMC codifica para opioides endógenos como es la β-endorfina y la gamma-endorfina. 
Los péptidos sin actividad opioide que son derivados desde la proopiomelanocortina comprende la clase de péptidos opioides endógenos llamados "endorfinas".
- El gene humano para las encefalinas fue aislado y su secuencia descrita en 1982.[3]
- El gene humano para las dinorfinas (originalmente llamado el gene "Encefalina B" debido a la similitud de secuencia con el gene de encefalina) fue aislado y su secuencia descrita en 1983.[4]
- El gene de PNOC codificando prepronociceptina, el cual es clivado en nociceptina y potencialmente dos neuropéptidos adicionales.[5]
- Adrenorfina, amidorfina, y leumorfina fueron descubiertas en los 1980s.
- Opiorfina y spinorfina, son inhibidores de encefalinasas (es decir frenan el metabolismo de encefalinas).
- Hemorfinas, péptidos opioides derivados de la hemoglobina, incluyendo hemorfina-4, valorfina, and spinorfina, entre otros.

### Péptidos opioides de alimentos
- Casomorfina (de la caseína encontrada en la leche de mamíferos, incluyendo vacas)
- Exorfinas del gluten (del gluten que se encuentra en el trigo, cebada y centeno)
- Gliadorfina/gluteomorfina (del gluten que se encuentra en el trigo, cebada y centeno)
- Sojamorfinas (de la soja)
- Rubiscolina (de la espinaca)

### Péptidos opioides anfibios
- Deltorphin I y II
- Dermorphin

### Péptidos opioides sintéticos
- Zyklofina Antagonista KOR semisintético derivado de la dinorfina A